# Wyspa Rossa
Wyspa Rossa  (ang. Ross Island) – antarktyczna wyspa wulkaniczna w zachodniej części Morza Rossa przy Barierze Lodowej Rossa, oddzielona od wybrzeża Ziemi Wiktorii cieśniną McMurdo Sound.
Wyspa służyła jako baza dla wielu ekspedycji w głąb Antarktydy, m.in. dwóch wypraw Roberta F. Scotta (1868–1912) (Brytyjska Narodowa Ekspedycja Antarktyczna w latach 1901–1904 i Ekspedycja Terra Nova w latach 1910–1913) i dwóch pierwszych wypraw Ernesta Shackletona (1874–1922). Zachowały się tu m.in. historyczne chaty ekspedycji antarktycznych, które objęto ochroną na mocy Układu Antarktycznego ze względu na ich wartość historyczną, dokumentującą odkrycia i badania Antarktyki.
Współcześnie na wyspie funkcjonują dwie stacje naukowo-badawcze – amerykańska McMurdo i nowozelandzka Scott Base.

## Nazwa
Wyspa została nazwana w 1902 roku przez Brytyjską Narodową Ekspedycję Antarktyczną (1901–1904) na cześć jej brytyjskiego odkrywcy Jamesa Clarka Rossa (1800–1862) .

## Geografia

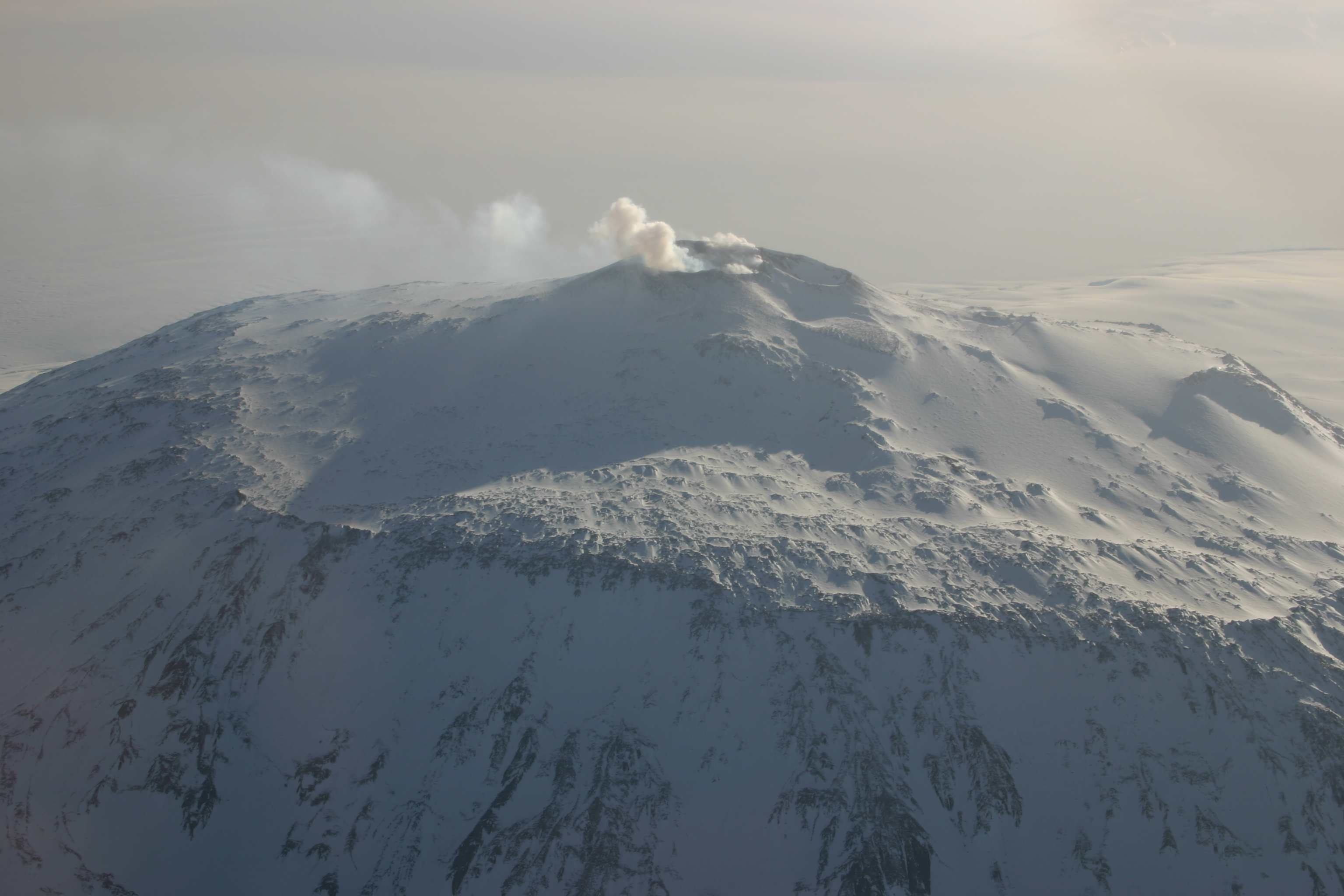
Krater wulkanu Erebus widziany z powietrza (2005)

Wyspa Rossa leży w zachodniej części Morza Rossa przy Barierze Lodowej Rossa, oddzielona cieśniną McMurdo Sound od wybrzeża Ziemi Wiktorii . Liczy ok. 83 długości i ok. 80 km szerokości  Jej powierzchnia to 2480,9 km², a długość linii brzegowej 313,6 km .
Wyspa jest pochodzenia wulkanicznego – znajdują się tu cztery wulkany: aktywny Mount Erebus (3795 m n.p.m.) oraz wygasłe Mount Terror (3230 m n.p.m.), Mount Bird (1700 m n.p.m.
) i Mount Terra Nova (2100 m n.p.m.). Wyspa uformowała się ok. 4 milionów lat temu, kiedy powstał wulkan Mount Bird. Mount Erebus, liczący mniej niż 1 milion lat, wyrzuca podczas erupcji rzadki rodzaj skaleni.
U podnóża Mount Erebus leży lodowiec Erebus Ice Tongue, a ze stoków Mount Bird spływają dwa lodowce Shell Glacier i Endeavour Piedmont Glacier. Siodło między Mount Erebus a Mount Terra Nova wypełnia lodowiec Terra Nova Glacier, spływający do zatoki Lewis Bay.

### Flora i fauna
Przylądek Cape Crozier na wschodnim krańcu wyspy jest ostoją ptaków IBA z uwagi na obecność dużych kolonii pingwinów białookich i wydrzyków antarktycznych . W 2012 roku liczebność kolonii pingwinów białookich oszacowano na 272 340 par lęgowych . W 2012/2013 roku liczebność kolonii wydrzyków antarktycznych szacowano na 1108 par lęgowych, co czyniło ją najliczniejszą kolonią tych ptaków w Antarktyce . Ostoją ptaków IBA jest również Rocky Point na północ od Cape Royds, gdzie żyje liczna kolonia wydrzyków antarktycznych .
Na wyspie zaobserwano także pingwiny maskowe, oceanniki żółtopłetwe, petrele śnieżne, petrele antarktyczne, fulmary południowe, petrelce olbrzymie i mewy południowe . Na wybrzeżach występują foki Weddella, lamparty morskie i krabojady . W pobliskich wodach żerują orki .

### Ochrona przyrody i dziedzictwa
Ze względu na szczególną wartość wyspy dla nauki i dla zachowania jej środowiska ustanowiono tu obszary szczególnie chronione (ang. Antarctic Specially Protected Area, ASPA) – ASPA 116 (New College Valley, Caughley Beach, Cape Bird), ASPA 121 (Cape Royds), ASPA 122 (Arrival Heights, Hut Point Peninsula), ASPA 124 (Cape Crozier), ASPA 155 (Cape Evans), ASPA 156 (Lewis Bay, Mount Erebus), ASPA 157 (Backdoor Bay, Cape Royds), ASPA 158 (Hut Point) .

## Historia

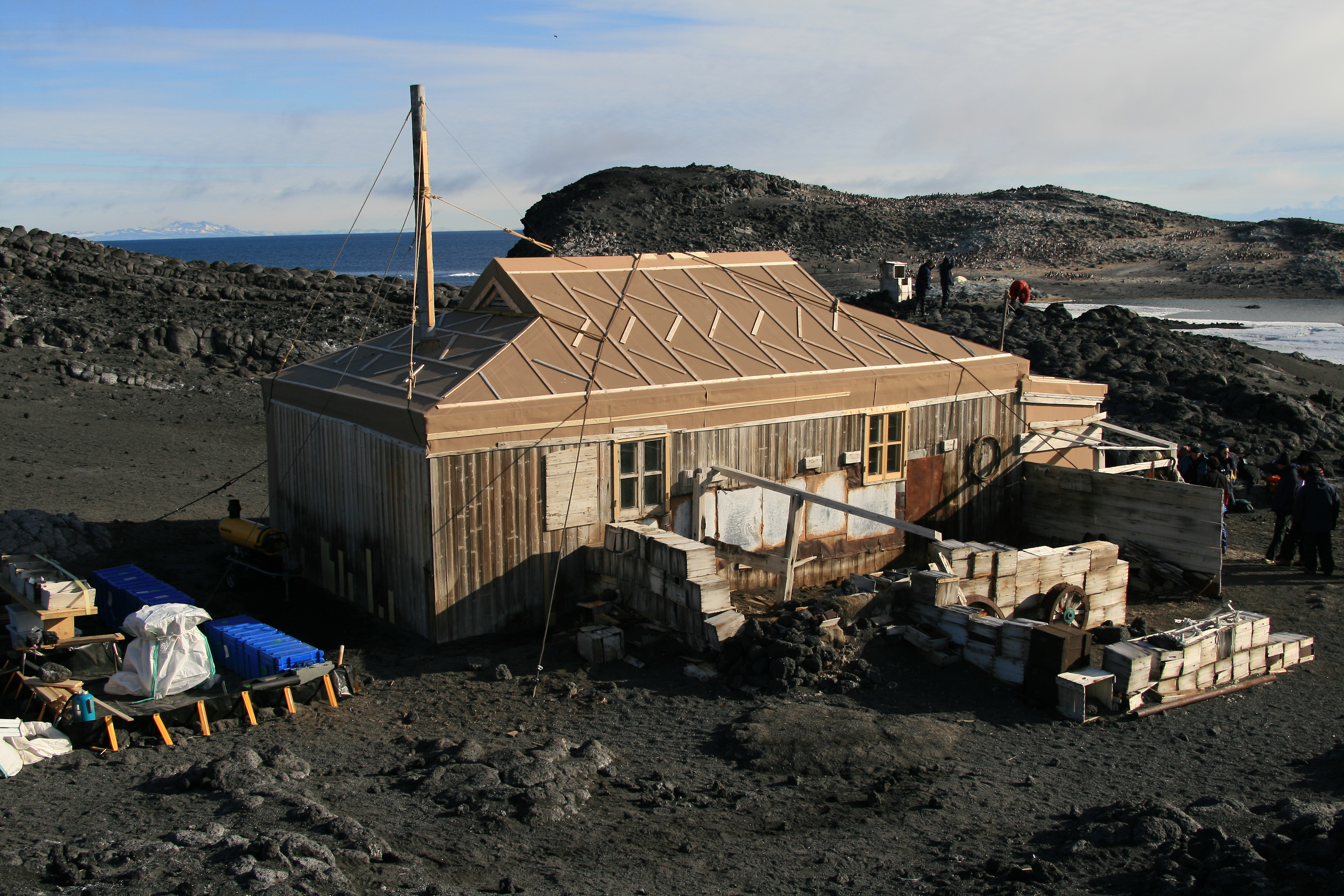
Chata Shackletona

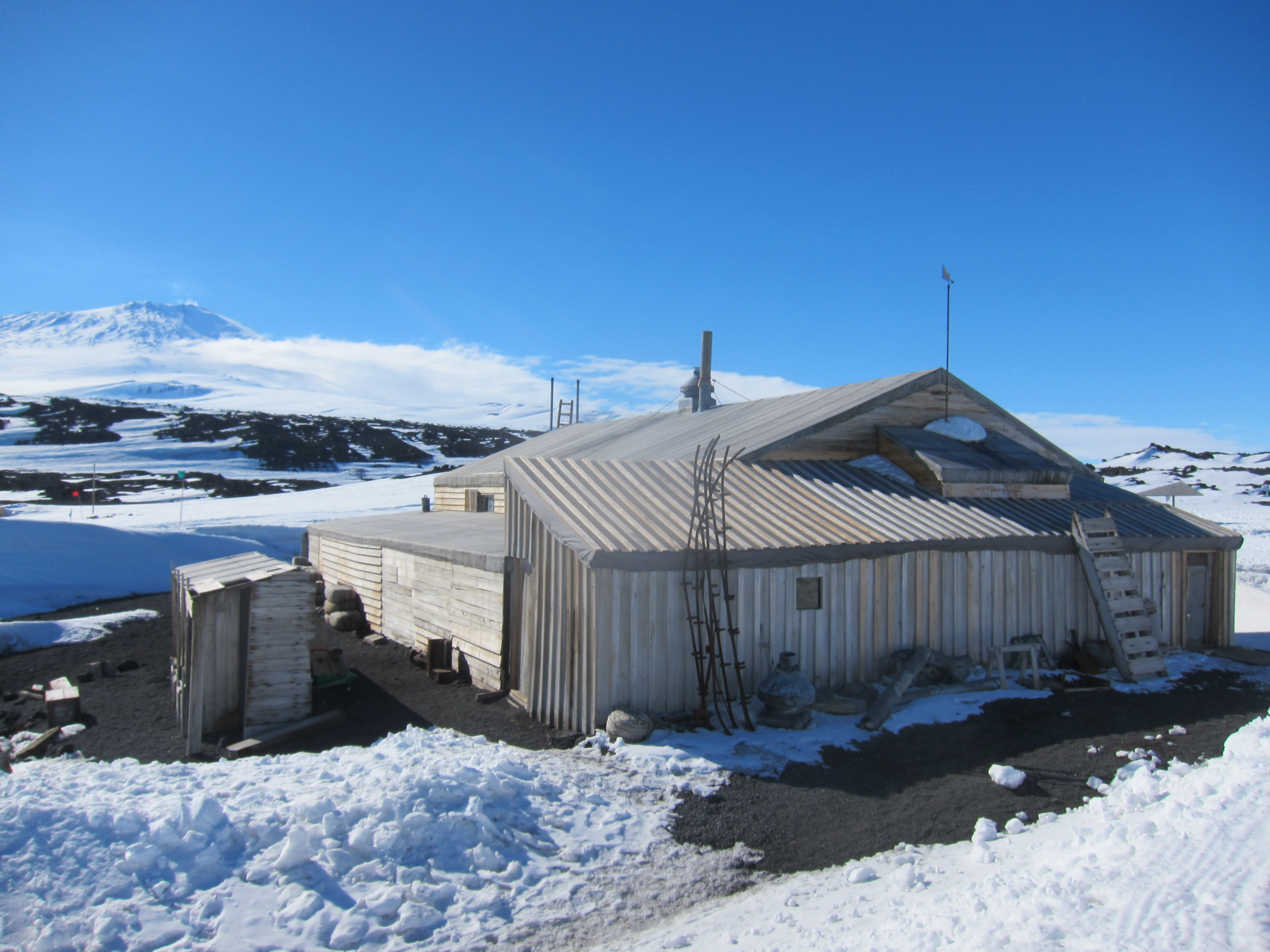
Chata Terra Nova

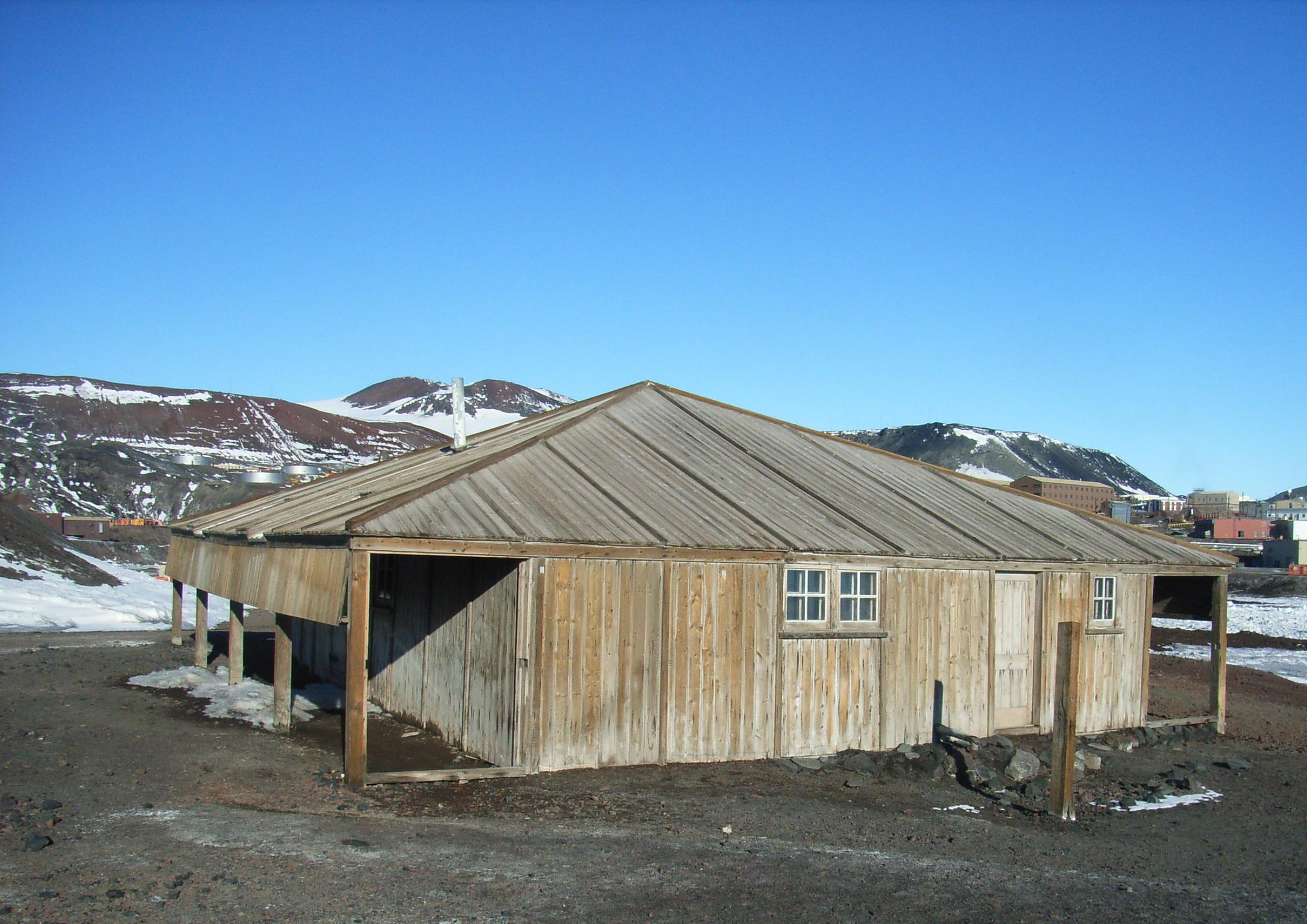
Chata Scotta

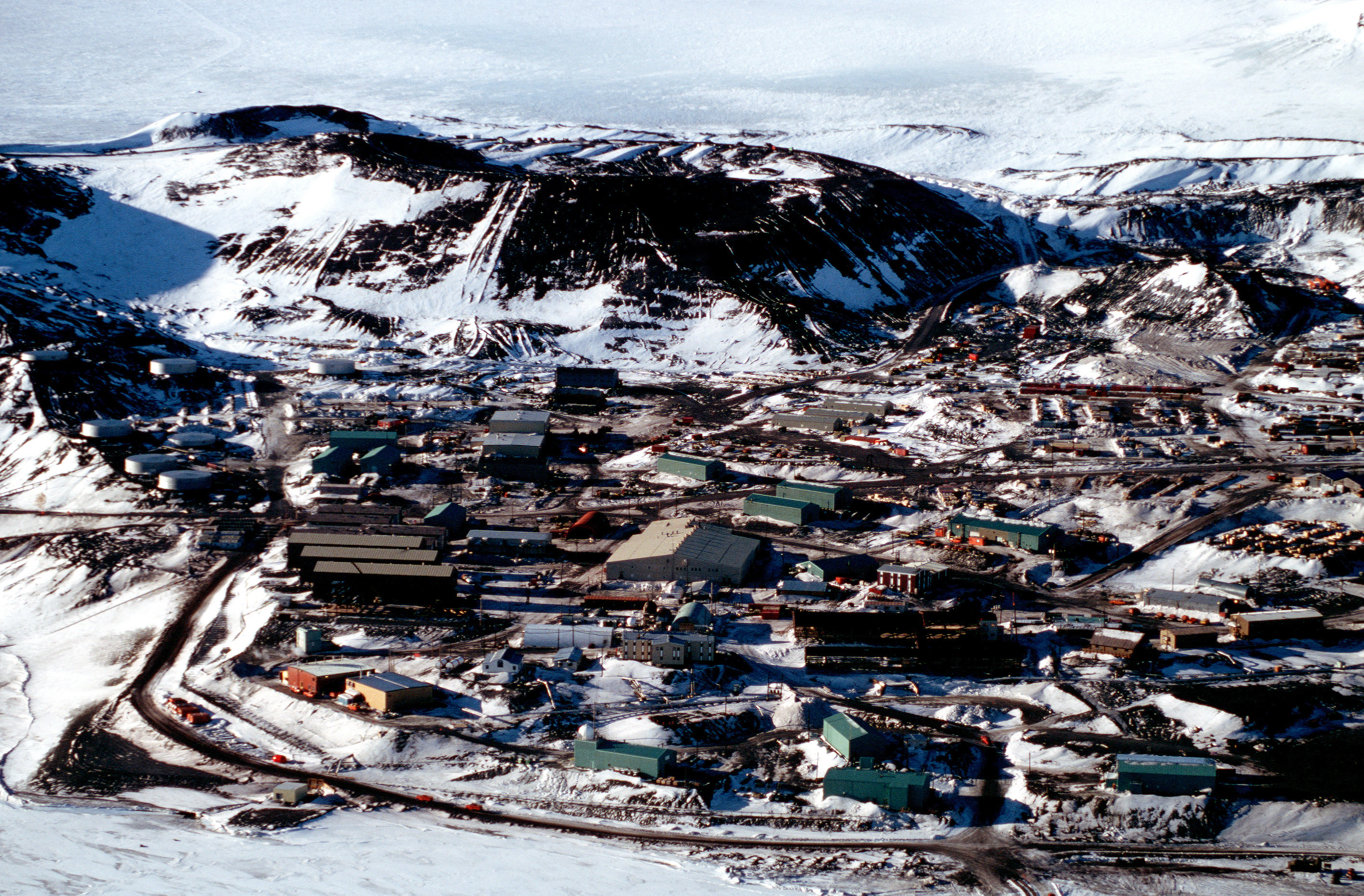
Amerykańska stacja McMurdo (1989)

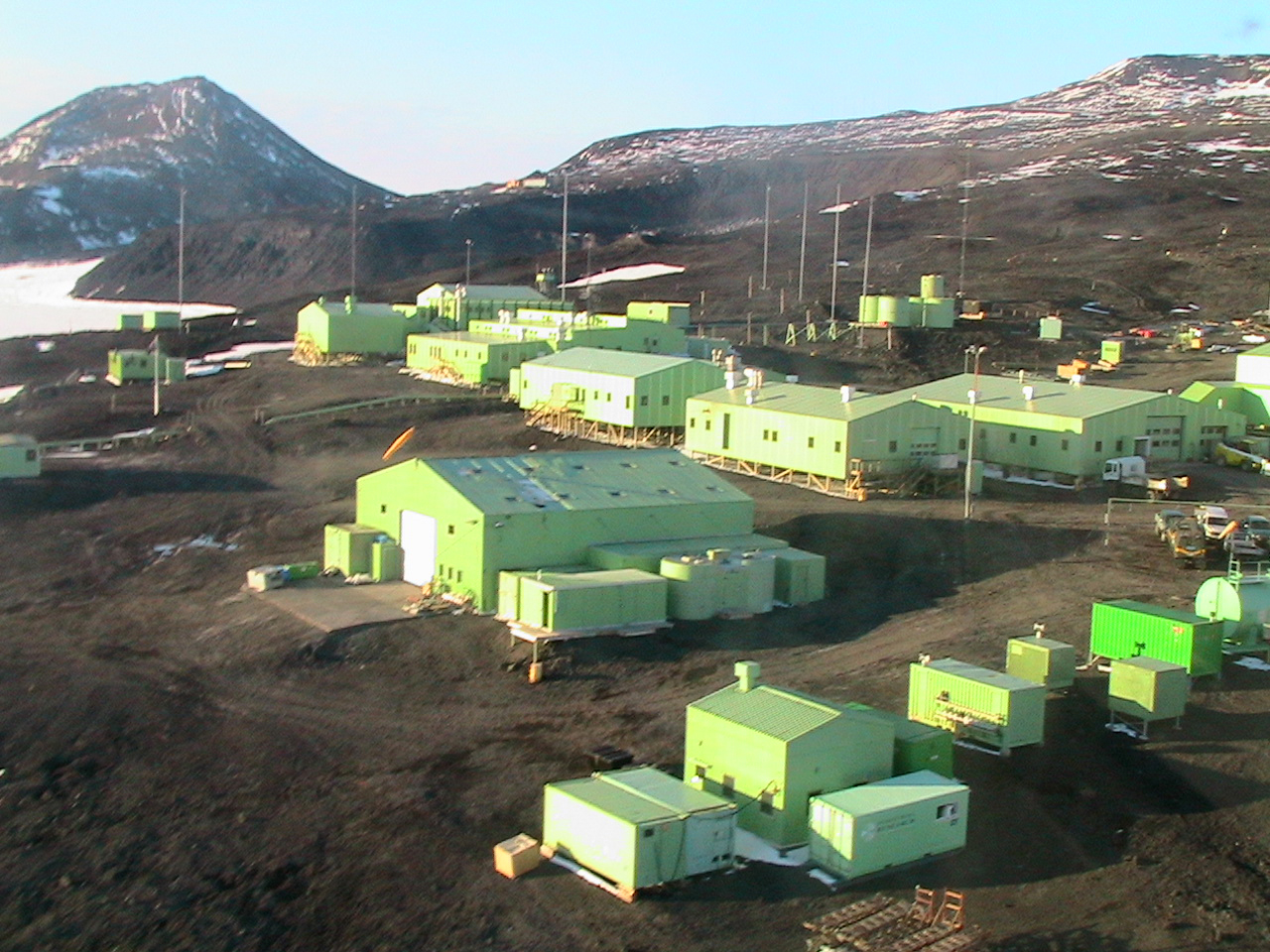
Nowozelandzka stacja Scott Base (2005)

James Clark Ross (1800–1862) odkrył wyspę w 1841 roku, lecz odkryty przez siebie ląd uważał za część Ziemi Wiktorii . Dwóm wulkanom Ross nadał nazwy swoich dwóch statków HMS „Erebus” i HMS „Terror”. Insularny charakter lądu stwierdziła dopiero Brytyjska Narodowa Ekspedycja Antarktyczna (1901–1904) .
Z wyspy startowało wiele ekspedycji w głąb Antarktydy, m.in. dwie wyprawy Roberta F. Scotta (1868–1912) (Brytyjska Narodowa Ekspedycja Antarktyczna w latach 1901–1904 i Ekspedycja Terra Nova w latach 1910–1913) i dwie pierwsze wyprawy Ernesta Shackletona (1874–1922). W 1908 roku brytyjski polarnik Jameson Adams (1880–1962) dokonał pierwszego wejścia na Mount Erebus podczas pierwszej ekspedycji Shackletona.
Na wyspie zachowały się historyczne chaty ekspedycji antarktycznych, które objęto ochroną na mocy Układu Antarktycznego ze względu na wartość historyczną, dokumentującą odkrycia i badania Antarktyki (Historyczne miejsca i pomniki w Antarktyce, ang. Historic Sites and Monuments in Antarctica – HSM) :
- Chata Shackletona (HSM-15) – chata na przylądku Cape Royds postawiona przez wyprawę Ernesta Shackletona w 1908 roku, odrestaurowana w 1961 roku
- Chata Discovery (HSM-18) – chata w Hut Point na Hut Point Peninsula postawiona w 1902 przez członków ekspedycji Discovery pod dowództwem Roberta Scotta; częściowo odtworzona w 1964 roku
- Chata Terra Nova (HSM-16) – chata na przylądku Cape Evans postawiona przez Ekspedycję Terra Nova pod dowództwem Roberta F. Scotta w 1911 roku, odrestaurowana w 1961 roku

W styczniu 1956 roku US Navy wzniosła na przylądku Cape Evans bazę Williams Air Operating Facility, którą szybko przeniesiono do Hut Point, a w 1957 roku przemianowano na McMurdo.
W styczniu 1957 roku nowozelandzki polarnik Edmund Hillary (1919–2008) założył na wyspie bazę na potrzeby ekspedycji transantarktycznej – Scott Base.
W 1979 roku na zboczach Mount Erebus doszło do katastrofy lotniczej, kiedy to rozbił się samolot, a w wypadku zginęło wszystkie 257 osób na pokładzie .

## Polityka
Roszczenia terytorialne do wyspy zgłasza Nowa Zelandia, która zalicza ją do obszaru Dependencji Rossa .